# CIA (escola)
O Cia José Francisco Lippi ou Centro Interescolar de Agropecuária José Francisco Lippi, é uma escola estadual de ensino médio e técnico, localizada no bairro Venda Nova, interior do município de Teresópolis no estado do Rio de Janeiro. A instituição ocupa uma área de aproximadamente 19.000 m², dos quais 12.000 m² são dedicados a atividades agropecuárias, incluindo hortas, viveiros, estufas e criação de animais. A escola dispõe de laboratórios de ciências e informática, biblioteca, quadra poliesportiva coberta, cozinha, refeitório e um estúdio multimídia para produção audiovisual.

## Fundação
O Cia José Francisco Lippi e Expansão
A história do CIA José Francisco Lippi remonta a 1938, quando uma pequena escola foi fundada em Nhunguaçu — atual bairro de Venda Nova, no 3º Distrito de Teresópolis. Inicialmente, a instituição operava em um prédio alugado, vizinho à Igreja Nossa Senhora da Conceição, local onde permaneceu até 1960.
Em 1966, o Governo do Estado do Rio de Janeiro inaugurou oficialmente a Escola Estadual de Nhunguaçu, em um novo prédio com quatro salas de aula, hoje conhecido como Bloco E. A construção dessa nova sede foi possível graças à doação do terreno por José Francisco Lippi, um agricultor e imigrante italiano cuja contribuição foi fundamental para a expansão da educação na localidade.
Devido à crescente demanda por vagas, que superava a capacidade das instalações existentes, e antes mesmo da conclusão de novas construções, o ensino de 5ª a 8ª série foi implantado em 1980, visando atender às necessidades da comunidade de Nhunguaçu e áreas adjacentes. Nesse mesmo ano, a escola se transformou no Centro Interescolar de Agropecuária José Francisco Lippi (CIA). As obras de ampliação foram intensificadas, com a conclusão de mais quatro blocos em outubro de 1982.
Também em 1980, um marco cultural importante foi a criação da Banda Oficial do CIA, sob a liderança do maestro Lizardo, graças à doação de instrumentos musicais pelo Padre Leonardo Switzar, cujo nome a banda recebeu. Até os dias atuais, a banda é reconhecida como parte significativa da história da escola e do município de Teresópolis.

## Ensino
A instituição oferece Ensino Médio regular e Curso Técnico em Agropecuária, com currículo voltado à formação técnica, sustentabilidade e empreendedorismo rural. O curso técnico prepara os estudantes para atuação profissional direta ou continuidade em instituições de ensino superior na área tecnológica, rural e ambiental.

## Projetos pedagógicos
O CIA desenvolve diversos projetos pedagógicos voltados para a educação ambiental, sustentabilidade e inovação tecnológica no campo. Entre os projetos destacam-se:
Projeto de recuperação de mata ciliar: iniciativa de educação ambiental para a recuperação da vegetação ao longo do Córrego da Toca, que atravessa a escola.
Semana Nacional de Ciência e Tecnologia: participação com apresentação de projetos inovadores, como o desenvolvimento de um aplicativo para monitoramento da produção de ovos, denominado "Galinhas Felizes".
Encontro Técnico Agrícola (ENCOTEC): evento que reúne estudantes, produtores rurais e profissionais de instituições como Embrapa, Emater-Rio e UFRRJ para palestras e oficinas sobre temas relacionados à agropecuária e meio ambiente.

## Estação Climatológica
O CIA abriga uma estação climatológica que registra e transmite dados meteorológicos para redes de monitoramento nacionais. Esses dados são utilizados tanto em atividades escolares quanto para pesquisa e extensão.

## Desempenho acadêmico
Em 2012, a escola superou a meta do IDEB (Índice de Desenvolvimento da Educação Básica), alcançando 4,9 pontos, acima da média nacional. No mesmo ano, obteve a maior média do ENEM entre as escolas públicas de Teresópolis, com 508,37 pontos.

## Premiações
Em 2010, o CIA foi reconhecido como uma das seis melhores escolas do estado do Rio de Janeiro ao concorrer ao Prêmio Nacional de Referência em Gestão Escolar, iniciativa conjunta do Conselho Nacional de Secretários de Educação (Consed), da União Nacional dos Dirigentes Municipais de Educação (Undime), da Unesco e da Fundação Roberto Marinho. 